# وداد سکاکینی
وِداد سکاکینی (۱۹۱۳-۱۹۹۱) نویسنده و ناقد لبنانی بود. او را از نویسندگان پیشگام در جنبش ادبی سدهٔ بیستم در ادبیات عربی می‌دانند.

## آثار
- مجموعه داستان کوتاه: «مرایا الناس» و «بین النیل والنخیل» و «الستار المرفوع» و «نفوس تتکلم» و «أقوی من السنین»
- رمان‌ها: «أروی بنت الخطوب» «الحب المحرم» (۱۹۵۲)
- مقالات: «الخطرات» (۱۹۳۲)، «إنصاف المرأة» (۱۹۵۰)، «سطور تتجاوب»، مقالات فی الأدب والنقد (۱۹۸۷)،
- نقد: «سواد فی بیاض» (۱۹۵۹)، «نقاط علی الحروف» (۱۹۶۰)، «شوک فی الحصید» (۱۹۸۱)،
- بررسی‌ها: «أمهات المؤمنین» (۱۹۴۵)، «العاشقة المتصوفة: رابعة العدویة» (۱۹۵۵)، «نساء شهیرات من الشرق والغرب»، «قاسم أمین» (۱۹۶۵)، «عمر فاخوری» (۱۹۷۰)، «سابقات العصر وعیاً وفناً وسعیاً» (۱۹۸۶).